# علی آقایی
علی آقایی بازیگر اهل ایران است. او متولد سال ۱۳۵۷ در تهران و فارغ التحصیل رشته مهندسی عمران از دانشگاه علمی کاربردی است  کار بازیگری خود را از فیلم آخرین حرف با کارگردانی اصغر نصیری شروع کرد .
علی آقایی در تیر ماه ۹۶ در پرفرمنس کوچ بی وقت بازی کرده‌است

## تاریخچه بازیگری
| نام فیلم        | سال تولید | کارگردان          | توضیحات                          |
| --------------- | --------- | ----------------- | -------------------------------- |
| آخرین حرف       | ۱۳۸۷      | اصغر نصیری        | تله فیلم منتشر شده در شبکه خانگی |
| کلانتر ۳        | ۱۳۸۷      | محسن شاهمحمدی     | پخش در شبکه یک                   |
| سهمی برای دوست  | ۱۳۹۱      | مسعود اطیابی      | پخش در شبکه دو                   |
| راز پنهان       | ۱۳۹۲      | فلورا سام         | پخش در شبکه یک سیما              |
| تهران پلاک ۱    | ۱۳۹۱      | مهدی مظلومی       | پخش در شبکه تهران                |
| همسایه ها       | ۱۳۹۳      | امیرحسین جهدوست   | پخش در شبکه آی‌فیلم               |
| ما فرشته نیستیم | ۱۳۹۳      | فلورا سام         | پخش در شبکه پنج                  |
| میهمان داریم    | ۱۳۹۳      | محمد مهدی عسگرپور | پخش اکران عمومی در سینماها       |
| عمر ستاره       | ۱۳۹۳      | مجید مرادی        | هنوز پخش نشده                    |
| ماه گرفتگی      | ۱۳۹۵      | مسعود اطیابی      | منتظر پخش                        |
| قضاوت پوشالی    | ۱۳۹۵      | وحیدجبارزاده      | منتظر پخش                        |